# Sergei Michailowitsch Polikanow
Sergei Michailowitsch Polikanow (russisch Сергей Михайлович Поликанов, englische Transkription Sergei Michailovich Polikanov; * 14. September 1926 in Moskau; † 2. September 1994 in Darmstadt) war ein russischer Kernphysiker.
Polikanow studierte am Moskauer Institut für Physik und Technologie mit dem Abschluss 1950. Er war in Moskau ein Schüler von Lew Landau und Igor Tamm. Danach war er am Institut für Atomenergie und ab 1957 am JINR in Dubna.
Polikanow ist einer der Entdecker der spontanen Spaltung von Isomeren, als er 1962 spontane Spaltung nach dem Beschuss von Uran-238 mit schweren Ionen bemerkte. Später stellte sich heraus, dass dies die spontane Spaltung eines angeregten Zustands (Isomer) von Americium 242 war.
Er war in Dubna an der Synthese der Elemente mit den Ordnungszahlen 102 (Nobelium um 1957) und 103 (Lawrencium) beteiligt (in der Gruppe von Flerow)  und studierte Phänomene der Kernspaltung unter Einwirkung von negativ geladenen Myonen (die wegen der höheren Masse des Myons eine engere Bindung in Molekülen ermöglichen). Er wollte dazu zu einem längeren Aufenthalt am CERN. Probleme damit und seine Verbindung mit Dissidenten um Andrei Sacharow führten 1978 zu seiner Ausweisung und seinem Bruch mit der Sowjetunion. Er gab alle seine Orden zurück. Zunächst war er von 1978 bis 1980 am Niels-Bohr-Institut in Kopenhagen und von 1980 bis 1982 am CERN. Ab 1982 war er am GSI Darmstadt. Er erhielt eine Honorarprofessur an der Universität Heidelberg und wurde 1988 Ehrendoktor in Uppsala.
Er war seit 1974 korrespondierendes Mitglied der Russischen Akademie der Wissenschaften. 1967 erhielt er den Leninpreis und er erhielt den Leninorden. 1978 erhielt er zusammen mit Wilen M. Strutinski den Tom-W.-Bonner-Preis für Kernphysik.